# فتيان أشقياء
فتيان أشقياء (بالإنجليزية: Bad Boys)‏ هو فيلم حركة تم إنتاجه في الولايات المتحدة وصدر في سنة 1995. الفيلم من إخراج مايكل بي و بطولة مارتن لورنس وويل سميث.
- مارتن لورنس في دور المحقق الرقيب ماركوس بورنيت
- ويل سميث في دور المحقق الرقيب مايك لاوري
- تيا ليوني في دور جولي موت
- تشيكي كاريو في دور فوشيه

## الميزانية والإيرادات
بلغت تكلفة إنتاج الفيلم حوالي 19 مليون دولار بينما حقق أرباحا تقدر بـ 141.4 مليون دولار.

## وصلات خارجية
- فتيان أشقياء على موقع IMDb (الإنجليزية)
- فتيان أشقياء على موقع ميتاكريتيك (الإنجليزية)
- فتيان أشقياء على موقع الموسوعة البريطانية (الإنجليزية)
- فتيان أشقياء على موقع روتن توميتوز (الإنجليزية)
- فتيان أشقياء على موقع نتفليكس (الإنجليزية)
- فتيان أشقياء على موقع قاعدة بيانات الأفلام العربية
- فتيان أشقياء على موقع ألو سيني (الفرنسية)
- فتيان أشقياء على موقع Turner Classic Movies (الإنجليزية)
- فتيان أشقياء على موقع أول موفي (الإنجليزية)
- فتيان أشقياء على موقع بوكس أوفيس موجو (الإنجليزية)